# Dmitri Drevin
Dmitri Drevin (em russo:  Дмитрий Древин) (Cheboksary, 10 de janeiro de 1982) é um ex-ginasta russo, que competiu em provas de ginástica artística.
Drevin é o detentor de uma medalha olímpica, conquistada nos Jogos de Sydney em 2000. Na ocasião, subiu ao pódio como medalhista de bronze na prova coletiva, após ser superado pelos times chinês de Yang Wei e ucraniano de Oleksandr Beresh.